# جيمي بوتر
جيمي بوتر (بالإنجليزية: Jimmy Potter)‏ (20 نوفمبر 1941 ببلفاست في المملكة المتحدة - ) هو لاعب كرة قدم بريطاني في مركز نصف الجناح. لعب مع نادي سندرلاند ونادي لينفيلد ودارلينجتون إف سى.